# Oberöd (Lengdorf)
Oberöd  ist ein Gemeindeteil der Gemeinde Lengdorf im Landkreis Erding in Oberbayern.

## Lage
Die Einöde Oberöd liegt in der Gemarkung Matzbach 2,5 Kilometer nordwestlich des Rathauses von Lengdorf.

## Bevölkerung
Im Mai 1987 lebten in Oberöd acht Einwohner in einem Wohngebäude, das in zwei Wohneinheiten aufgeteilt war.
| Jahr      | 1871 | 1925 | 1950 | 1970 | 1987 |
| Einwohner | 8    | 13   | 8    | 9    | 8    |